# Шуйга-Мосеева-Вож
Шуйга-Мосеева-Вож — река в России, протекает по Республике Коми. Левый приток Печоры, устье реки находится в 2 км по левому берегу протоки Серко-Шар. Длина реки составляет 33 км. В 0,9 км от устья слева впадает река Веськыд-Мосеева-Вож. Вытекает из болота Серконюр.

## Данные водного реестра
По данным государственного водного реестра России относится к Двинско-Печорскому бассейновому округу, водохозяйственный участок реки — Печора от впадения реки Уса до водомерного поста Усть-Цильма, речной подбассейн реки — Печора ниже впадения Усы. Речной бассейн реки — Печора.
Код объекта в государственном водном реестре — 03050300112103000074741.